# Северен окръг (Израел)
Северния окръг е един от 6-те окръга в Израел, с площ 4473 км2 и с население 1 448 100 души (по оценка от декември 2018 г.). Административен център е град Назарет.

## Население
Населението на окръга през декември 2018 година е 1 448 100 души души, от тях 776 484 са араби, 617 805 % са евреи, а 51 478 жители са от други етнически групи.